# Adam Hughes
Pour les articles homonymes, voir Hughes.
Adam Hughes est un dessinateur, illustrateur et scénariste américain né le 5 mai 1967 à Riverside Township, New Jersey.

## Biographie
Récompensé par plusieurs prix pour son travail, Adam Hughes est particulièrement sollicité pour dessiner des personnages féminins à la fois glamours et athlétiques issus du monde des comics. Depuis les années 1990, il a travaillé pour de grandes compagnies américaines telles que Marvel, Dark Horse Comics, Lucasfilm ou encore Warner Bros.
Ses travaux les plus connus viennent de son expérience chez DC Comics en tant que cover artist (illustrateur de couverture) sur une série mettant en scène l'héroïne Catwoman, auquel il donne les traits d'Audrey Hepburn dans sa période années 1960. En 2010, il sort Cover Run: The DC Comics Art of Adam Hughes, recueil d'illustrations et de croquis qui se vend à plusieurs milliers d'exemplaires.
En 2012, on le retrouve sur l'un des prequels de Watchmen intitulé Before Watchmen: Dr Manhattan en tant que dessinateur de pages intérieures sur un titre régulier, ce qu'il n'avait plus fait depuis des années à cause de sa lenteur.
Adam Hughes est marié depuis 2010 à l'artiste Allison Sohn.

## Publications
- Legionnaires
- Les Quatre Fantastiques
- Gen 13
- Ghost
- Death Hawk
- JLA
- Star Rangers
- Star Trek
- Teen Titans
- Penthouse Comix
- Power Girl (DC Comics)
- Maze Agency (avec Mike W. Barr)
- Namor
- Nexus
- Savage Dragon
- She-Hulk
- WildC.A.T.s/X-Men
- Witchblade art book
- X-Men Classic #71-79 (1992)
- Wonder Woman #139-146,150-161,164-174,176-1... (DC Comics) (Volume 2)
- Tomb Raider #32-34,42-50 (Image)
- Catwoman (volume 2) #44-Present (DC Comics)
- Vampirella #1-3 (Harris Comics)
- Wizard #83,94,129,162
- Voodoo #2-4 (Image)
- Rose and Thorn #1-6 (DC Comics)
- JSA Classified #1-2 (DC Comics)
- Imagine, Stan Lee: Batman (DC Comics)
- Imagine, Stan Lee: Flash (DC Comics)
- Imagine, Stan Lee: Catwoman (DC Comics)
- Imagine, Stan Lee: Green Lantern (DC Comics)
- Imagine, Stan Lee: JLA (DC Comics)
- Imagine, Stan Lee: Aquaman (DC Comics)
- Gen¹³: Ordinary Heroes (Image)
- Ghost TPB (Dark Horse)
- Gate Crasher TPB (Wizard Entertainment)
- Star Wars Legacy #1-7 (Dark Horse)
- Star Wars: Purge" (Dark Horse)
- Before Watchmen: Dr Manhattan Watchmen (DC Comics)
- Serenity: Those Left Behind (Dark Horse) - couvertures

## Prix et récompenses
- 2001 : Prix Harvey du meilleur artiste de couverture pour Wonder Woman
- 2002 : Prix Harvey du meilleur artiste de couverture pour Wonder Woman
- 2003 : 
  - Prix Eisner du meilleur artiste de couverture pour Wonder Woman
  - Prix Harvey du meilleur artiste de couverture pour Wonder Woman
- 2018 : Prix Eisner du meilleur one-shot pour Hellboy : Krampusnight (avec Mike Mignola)